# 376694 Kassak
376694 Kassak este o planetă minoră (asteroid) din centura de asteroizi. A fost descoperită pe 30 ianuarie 2011 la Piszkéstetői Obszervatórium⁠(d) de Krisztián Sárneczky⁠(d). 
Obiectul prezintă o orbită caracterizată de o semiaxă mare de 3,1462005142364 UAi, o excentricitate de 0,19, o înclinație de 10,2 ° în raport cu ecliptica.